# Simangulampe
Simangulampe is een bestuurslaag in het regentschap Humbang Hasundutan van de provincie Noord-Sumatra, Indonesië. Simangulampe telt 563 inwoners (volkstelling 2010).